# Zagadka (baśń)
Zagadka (Das Rätsel) – baśń opublikowana przez braci Grimm w 1819 roku w drugim wydaniu zbioru Baśni (tom 1, nr 22).

## Treść[1]
Pewien królewicz w towarzystwie jednego służącego wyruszył w daleką podróż. Pewnego dnia, kiedy jechali przez ciemny las, zapadł wieczór. Postanowili poszukać noclegu w małym domku położonym w lesie. Zapytali mieszkającej tam młodej dziewczyny, czy mogą tu przenocować. Dziewczyna jednak odradziła im to, tłumacząc, że jej macocha, która też tu mieszka jest złą czarownicą mordująca podróżnych. Niezarażony tym królewicz postanowił i tak tam przenocować. Czarownica przyjęła ich gościnnie. Kiedy odjeżdżali, czarownica, ofiarował słudze kielich z winem z poleceniem, by poczęstował królewicza, który już się oddalił. Jednak kielich rozbił się i zatrute wino oblało konia, który natychmiast padł martwy. Sługa opowiedział o tym królewiczowi, kiedy go już dogonił. Królewicz zdecydował się wrócić po siodło. Kiedy wrócili zobaczyli kruka jedzącego martwego konia. Sługa upolował kruka i obaj ruszyli w dalszą drogę.
Po całym dniu drogi napotkali na karczmę i zdecydowali się w niej zatrzymać. Sługa wręczył gospodarzowi kruka, aby go im ugotował na kolację. Nie wiedzieli jednak, że karczma była kryjówką dwunastu rozbójników. Zbójcy postanowili nocą zamordować i obrabować obcych podróżnych. Wcześniej jednak wszyscy zasiedli do kolacji wraz z karczmarzem i jego żoną czarownicą. Zaledwie jednak przełknęli łyk zupy, wszyscy padli martwi na ziemię. Okazało się, że kruk, który zjadł mięso zatrutego konia sam był zatruty. Ocalała jedynie córka karczmarza, która nic nie jadła. Przerażona dziewczyna pokazała królewiczowi ukryte skarby zrabowane przez zbójców. Jednak królewicz niczego nie zabrał, lecz udał się wraz ze sługą w dalszą drogę.
Dojechali do miasta, którym władała piękna i dumna królowa. Ogłosiła ona, że ten zostanie jej mężem, kto zada jej zagadkę, której ona nie odgadnie. Jeżeli jednak ona odgadnie zagadkę w ciągu trzech dni, śmiałek, który jej ją zadał miał zostać ścięty. Kiedy królewicz wjechał do miasta, zdążyło zginąć już dziewięciu młodzieńców. Oczarowany urodą królewny postanowił podjąć wyzwanie. Udał się więc do królewny i zadał jej zagadkę: Co to jest: Ktoś nie uderzył żadnego, a zabił dwunastu?
Królewna nie mogła tej zagadki odgadnąć. Zawołała służącą i kazała jej zakraść się do sypialni królewicza i podsłuchać, czy nie mówi on czegoś przez sen i nie zdradzi przypadkiem zagadki. Jednak wierny sługa czuwał nad snem swojego pana. Kiedy służąca przyszła, zerwał jej płaszcz, którym się okryła, i wypędził ją rózgą. Królewna posłała następnej nocy drugą służąca. Sługa jednak nadal czuwał. Zerwał jej płaszcz i wygnał ją precz.
Trzeciej nocy królewna sama przyszła, otulona w szary płaszcz i siadła obok królewicza. Gdy sądziła, że już zasnął, przemówiła doń spodziewając się, że odpowie przez sen. On jednak udawał tylko, że śpi. Opowiedział jej rozwiązanie zagadki, ale kiedy odchodziła  zerwał jej szybko szary płaszcz.
Nazajutrz królewna ogłosiła, że odgadła zagadkę i przywołała jako świadków dwunastu sędziów. Królewicz oświadczył w obecności sędziów, że królewna zakradła się do niego w nocy i wypytała go, kiedy myślała że śpi. Sędziowie zażądali dowodu. Królewicz pokazał wówczas trzy płaszcze, w tym jeden należący do królewny. Sędziowie widząc dowody uwierzyli królewiczowi i nakazali przygotowanie wesela.